# Edwin Arnet
Edwin Arnet (* 11. Mai 1901 in Zürich; † 27. November 1962 ebenda) war ein Schweizer Schriftsteller und Journalist.

## Leben
Er war zu Lebzeiten in der Schweiz ein beliebter Autor, dessen Bedeutung vor allem regional im Raum Zürich nach wie vor gegeben ist. Arnet hatte mit 23 Jahren seinen ersten literarischen Erfolg mit dem Roman Emanuel, dem der erste Preis des Orell-Füssli-Romanwettbewerbs zugesprochen wurde. Arnet war ab 1925 Lokalredaktor der Neuen Zürcher Zeitung, von 1941 bis 1955 leitete er das Ressort.
Seine Romane und Erzählungen beschreiben oft scheue und empfindsame Menschen. Die Neigung zum Kleinen, zum Stillen und Sanften ist für ihn charakteristisch.
Arnet verfasste auch Sachbücher über seine Schweizer Heimat.

## Werke
Erzählungen
- Das verlorene Gedächtnis. Erzählung. Tschudy-Verlag, St. Gallen 1942.
- Joachim und das Ledischiff. Erzählung (Neue Schweizer Bibliothek; Bd. 58). Tschudy-Verlag, Zürich 1942.
- Kleine Schweizernovelle. Tschudy-Verlag, Zürich 1944.
- Der Einsame im Dorf. 2 Erzählungen. Artemis Verlag, Zürich 1951.[1]
- Am Saum des Herbstes Erzählung. Verlag die Arche, Zürich 1953.
- Ömpoät. Novelle.Alpha-Presse, Zürich 1954.
- Gedichte des Tagebuchs. Tschudy-Verlag, Zürich 1957.
- Die große Kälte. Erzählung. Tschudy-Verlag, Zürich 1961.

Feuilletonistisches
- Zürcher Impressionen. Journalistische Skizzen aus den Jahren 1920-1960. 2. Aufl. NZZ, Zürich 1982, ISBN 3-85823-067-7.
- Die Möwen von Zürich. Skizze zu einem Filmbuch. Tschudy-Verlag, Zürich 1960.
- Abschied von der Armut. Meine Rede an mich. Tschudy-Verlag, Zürich 1950.

Romane
- Emanuel. Roman. Orell Füssli, Zürich 1926.
- Die Scheuen. Roman. Zinnen-Verlag, Leipzig 1935.
- Elgele. Roman. Artemis-Verlag, Zürich 1948.
- Abschied von Hesperia. Roman. Desch Verlag, München 1956.

Theaterstücke
- Das eidgenössische Wettspiel (Schriften der Gesellschaft für schweizerische Theaterkultur; Bd. 5). Zürich 1939.[2]

Sachbücher
- Mit dem Kinderhilfszug nach Wien. Wien 1946.
- Fest des Volkes. Offizielles Erinnerungsbuch zur 600-Jahr-Feier Zürichs im Juni 1951. Artemis Verlag, Zürich 1951.[3]
- Zürich. Das Buch einer Stadt. Artemis Verlag, Zürich 1954.